# Marigordiella
Marigordiella is een geslacht van weekdieren uit de klasse van de Gastropoda (slakken).

## Soort
- Marigordiella parviginella (Espinosa & Ortea, 2006)